# River Tyne (vattendrag i Skottland)
River Tyne är ett vattendrag i Storbritannien.   Det ligger i kommunen East Lothian och riksdelen Skottland, i den centrala delen av landet, 500 km norr om huvudstaden London.